# Variété de Calabi-Yau
 (août 2013).
La forme ressemble trop à un extrait de cours et nécessite une réécriture afin de correspondre aux standards de Wikipédia.

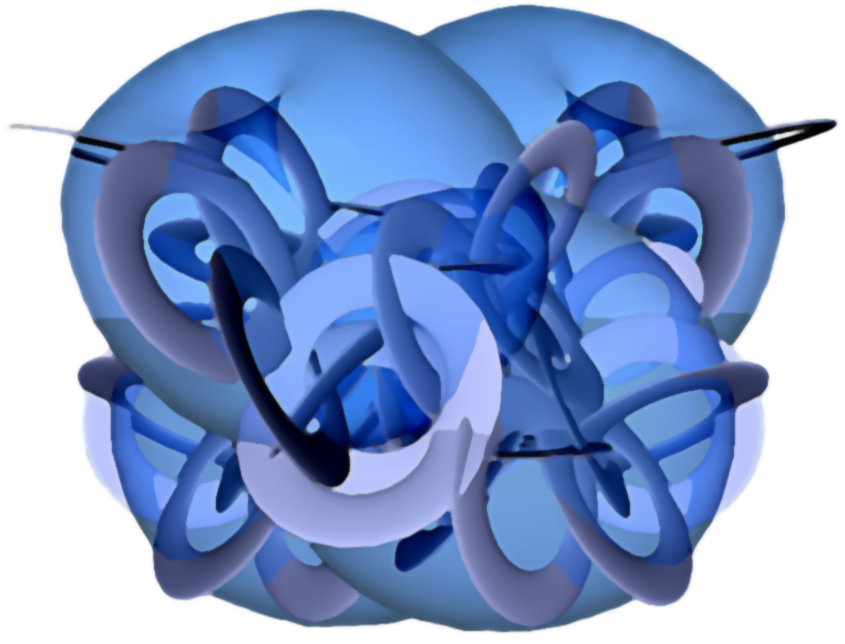
Un exemple de variété de Calabi-Yau

En mathématiques, une variété de Calabi-Yau, ou espace de Calabi-Yau (souvent abrégé simplement en Calabi-Yau), est un type particulier de variété intervenant en géométrie algébrique. On la rencontre également en physique théorique, et notamment dans la théorie des supercordes, où elle joue le rôle d'espace de compactification. C'est dans le cadre de l'étude de ces variétés qu'a eu lieu l'une des plus importantes collaborations entre physiciens et mathématiciens ; celle-ci a abouti à la découverte de la symétrie miroir, qui établit une relation non triviale entre deux variétés de Calabi-Yau dont les topologies peuvent être différentes. La définition précise de ces variétés est très technique.

## Historique et définition formelle
Une variété de Calabi-Yau est définie comme une variété kählérienne dont la première classe de Chern est nulle. Eugenio Calabi a conjecturé en 1957 que de telles variétés admettent nécessairement une métrique dont le tenseur de Ricci s'annule (on parle aussi de variété Ricci-plate (en)). La conjecture a été démontrée par Shing-Tung Yau en 1977 dans ce qui est devenu le théorème de Yau (en). Dès lors, on peut également définir une variété de Calabi-Yau comme un espace compact, kählérien et Ricci-plat.
De façon encore équivalente, un espace de Calabi-Yau de dimension complexe n (ce qui correspond à une dimension réelle 2n) peut être vu comme une variété riemannienne d'holonomie réduite à SU(n) (le groupe d'holonomie d'une variété riemannienne de dimension réelle 2n étant génériquement le groupe SO(2n)). 
Enfin, on peut encore voir de façon équivalente un espace de Calabi-Yau comme une variété kählérienne admettant une (n, 0)-forme holomorphe définie globalement et ne s'annulant nulle part. Cette dernière condition est équivalente à ce que le fibré canonique (en) sur la variété soit trivial. Ceci se traduit par une classe canonique triviale. Ce dernier point de vue est utile pour généraliser la définition d'une variété Calabi-Yau au cas d'espaces possédant des singularités car même si la classe de Chern n'est pas bien définie pour un espace singulier on peut encore considérer les notions de fibré canonique et de classe canonique.
Il est notable toutefois que même pour certains des Calabi-Yau les plus simples (voir plus bas) on ne sait pas exhiber explicitement la métrique Ricci-plate bien que son existence soit assurée par le théorème de Yau.

## Exemples
- En dimension complexe 1, la seule variété de Calabi-Yau est le 2-tore.
- En dimension complexe 2, il n'existe que deux variétés de Calabi-Yau à un difféomorphisme près. Il s'agit du 4-tore et de l'espace K3. Sur ce dernier, aucune métrique Ricci-plate explicite n'est connue. Il en va de même pour tous les Calabi-Yau de dimensions supplémentaires non triviaux.
- À partir de la dimension complexe 3 (dimension réelle 6), on conjecture qu'il en existe une infinité, et on ne dispose pas encore de classification générale. On peut en construire toutefois un grand nombre qui possèdent en plus la propriété d'être des variétés toriques.

## Usage en théorie des cordes

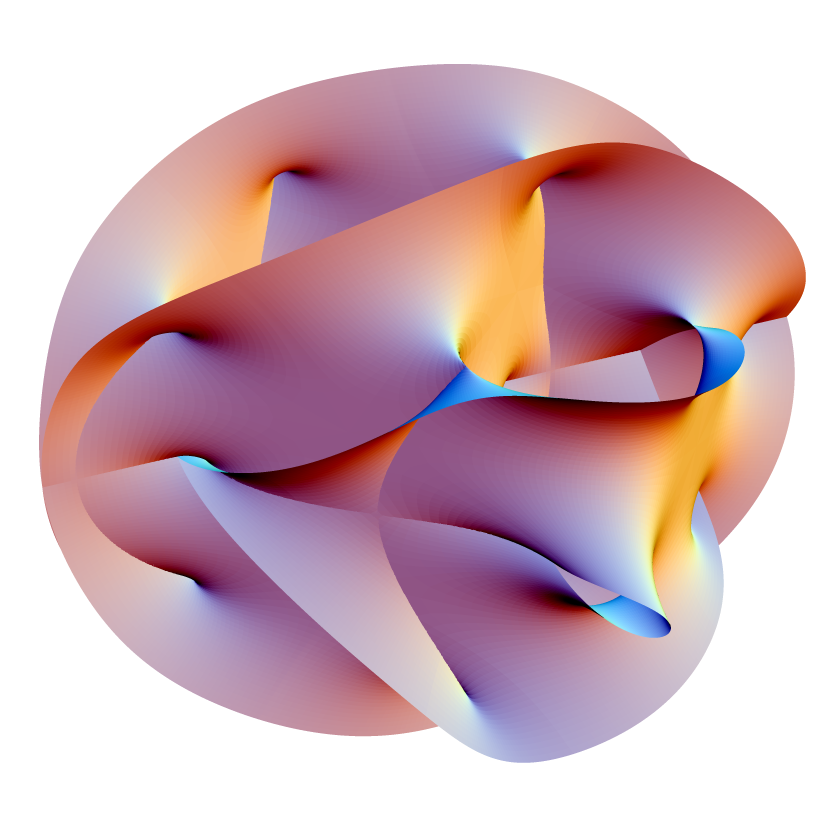
Représentation d'une variété de Calabi-Yau.

Les variétés de Calabi-Yau sont particulièrement utilisées en théorie des supercordes car elles préservent une partie de la supersymétrie de la théorie originale à 10 dimensions sous le processus de réduction dimensionnelle pour obtenir une théorie effective à 4 dimensions. En plus des propriétés phénoménologiques intéressantes de la supersymétrie (notamment pour expliquer la faiblesse de la constante cosmologique), l'existence de la supersymétrie au niveau de la théorie effective simplifie l'étude formelle des modèles envisagés car nombre de constantes de couplage sont protégées de corrections perturbatives ou non perturbatives par l'intermédiaire de théorème de non-renormalisation (en). Leur détermination à l'ordre des arbres dans l'expansion diagrammatique de la théorie (il est parfois nécessaire de pousser le développement jusqu'à l'ordre d'une boucle) est alors suffisante pour connaître leur valeur dans la théorie effective.

### Description
La complexité de cette variété est telle qu'elle ne peut pas être représentée exactement. Elle contiendrait à elle seule six dimensions, raison pour laquelle de tels replis et déformations apparaissent. Car c'est bien de la compression de la variété que découle cette complexité en 2 dimensions. Lorsqu'elle est utilisée en tant que dimension enroulée, la taille d'une variété de Calabi-Yau est de l'ordre de la longueur de Planck, soit 10−35 m.

### Transitions de géométrie
Il est remarquable que contrairement à l'intuition classique, la théorie des cordes puisse donner des résultats équivalents au niveau de la théorie effective à 4 dimensions lorsqu'elle est compactifiée sur deux variétés différentes. Parfois ces deux variétés de Calabi-Yau peuvent même avoir des topologies différentes. On parle alors de transition géométrique. Des exemples particuliers de telles transitions sont donnés par la transition de flop et la transition de conifold.